# Synallaxe à lunettes
Asthenes palpebralis
Espèce
Synonymes
- Schizoeaca palpebralis Cabanis, 1873 (protonyme)

Statut de conservation UICN

 LC  : Préoccupation mineure
Le Synallaxe à lunettes (Asthenes palpebralis) est une espèce d'oiseaux de la famille des Furnariidae.

## Répartition
Cet oiseau vit dans le centre du Pérou.